# 曾永權
曾永權（1947年9月10日—），臺灣屏東縣鹽埔鄉仕絨村人，中華民國政治人物，曾任國民大會代表、立法委員（1993年－2005年、2008年－2012年）、逢甲大學校友總會總會長、中華奧林匹克委員會副主席、立法院副院長、中國國民黨副主席兼秘書長、總統府秘書長，1989年及1997年兩度參選屏東縣縣長，分別敗於蘇貞昌以及蘇嘉全。2012年9月27日，接替林中森兼任國民黨秘書長。2012年10月5日，獲中華民國總統馬英九親自贈勳、頒發一等景星勳章。

## 荣誉

### 中华民国勋章奖章
- 一等景星勋章（2012年10月5日于台北总统府颁授[1]）
- 一等卿云勋章（2016年5月9日于台北总统府颁授[2]）

## 政治爭議

### 疑似介入司法
- 2007年8月16日，就在檢察官侯寬仁要不要對馬英九特別費官司提起上訴的敏感時刻，國民黨立院黨團由政策會執行長曾永權帶隊，包括該黨團書記長徐少萍、立委潘維剛、立委曹爾忠、立委周守訓等，赴最高檢察署拜會檢察總長陳聰明，當著鏡頭直接對總長提出要求侯寬仁不要上訴該黨總統候選人馬英九。該黨立委潘維剛宣稱：「侯寬仁檢察官不該再上訴，是否上訴，檢察總長應該負起整個法律見解，一致性的擔當。」國民黨的護馬大動作，綠營痛批是干預司法、無恥無法！民進黨立委謝欣霓說「國民黨才可以這麼汗顏無恥！到陳聰明檢察總長那邊給他施以政治壓力。」[3][4]

- 傳出當日傍晚曾永權奉當時國民黨秘書長吳敦義之命，與立法院長王金平會面，希望由與侯寬仁有遠房姻親關係的王出面，勸侯寬仁不要再上訴馬英九特別費案。曾永權和王金平會晤了約半小時，但遭王金平以不干涉司法、「不能做、也沒能力做」為由斷然拒絕。王金平對黨內高層在他拒絕的次日，就拿他與侯寬仁的親戚關係放話、作文章，感到相當憤怒。他說，侯寬仁是馬英九任法務部長的部屬，關係不是更親密？讓他最生氣的是，那位高層既然要扭曲事實，卻又找人來見他，要他勸請侯寬仁放棄上訴，這到底是什麼意思？[5][6][7][8][4]

- 2013年9月，民進黨立院黨團書記長吳秉叡以此批評馬英九，認為此一事證比未經查證、未審先判的王金平狀況嚴重得多了，馬英九如果標準一致的話，就該把曾永權等相關藍委都一併處理一下，難道關說馬英九的案件就沒事嗎？國民黨是這樣的標準嗎？立委蔡煌瑯則說，王金平一口回絕讓馬英九猶記在心。現在馬英九不必選舉了，就來修理王金平。[5][6]國立清華大學學生與社運人士陳為廷也在臉書轉貼新聞道「2007年總統大選前的新聞。怎麼那時候就不見馬英九出來表態？如果這不叫關說，那什麼才叫關說？如果這不叫無恥，那到底什麼才叫無恥？」[8]

### 其他
- 曾永權在立法院獲選為副院長職位後，購買了4,600CC的轎車；之前因有立委質疑民進黨官員說3,000CC是小車一說，因此，曾永權的4,600CC轎車隨即成為爭議焦點；隔了幾日後，馬英九因參選總統，即刻致電曾永權，以「考慮社會觀感」為由，請曾永權將座車換掉，隔日，媒體再不見曾永權的4,600CC轎車[9]。

- 民進黨主席蔡英文在拜會立法院長王金平時，憶起當年與立院副院長曾永權為了通過議案而閉門協商、並且吸著曾永權的二手菸經驗。不過王金平表示「曾永權已經戒菸了！」[10]。

- 2012年9月27日國民黨祕書長交接，黨主席馬英九盛讚新任祕書長曾永權，「個子非常高大、氣宇軒昂、一表人才」，做事細膩，在政界有「媽媽桑」之稱[11]。

- 2014年臺灣高雄氣爆事故，曾永權召集黨政小平台會議時，曾對經濟部表示不可讓經濟部處理石化管線，因為這是送舞台給高雄市政府來卸責，引起經濟部長張家祝心灰。[12]

- 2014年11月29日，因國民黨在九合一大選中慘敗而宣布辭職。

### 「不要搭舞台給高雄市政府」
2014年，國民黨執政時有二個黨政平台：中山會報及立院黨團會議，是黨政大平台；各部會次長、主秘與黨秘書長的「協助政務推動工作文宣平台」，則是黨政小平台。
新新聞報導，2014年8月5日，中國國民黨副主席兼秘書長、總統府秘書長曾永權召開黨政小平台會議，會議中，曾對經濟部說，「不要搭舞台給高雄市政府，讓經濟部處理石化管線是送舞台給高雄市政府來卸責。」曾永權認為，管線是地方政府的權責，因為縣市政府工務局都有管線科，誰核可就誰管理，高雄市政府責無旁貸，卻在第一時間推給經濟部，經濟部要嚴格防守，不能鬆懈，以免成為地方卸責的最佳藉口。
新新聞於報導前曾直接向曾永權查證，惟曾永權當時以正在「主持會報」為由，掛上電話，不再多說。
報導刊出後，曾永權僅透過國民黨文傳會以新聞稿做出兩點澄清，未做進一步說明：

1. 新新聞所刊登關於他本人之說法，並非事實。
2. 當天曾副主席於會中所表示者，係指當時高雄氣爆事件尚有兩人列為失蹤，搶救工作仍在進行，如要討論管線問題，建議應以高雄凱旋路氣爆現場之管線為主，才不致延誤救災時機。
 — 中國國民黨副主席兼秘書長、總統府秘書長 曾永權

## 選舉紀錄
| 年度 | 選舉屆數                         | 選舉區                                 | 所屬政黨   | 得票數    | 得票率 | 當選標記 | 備註 |
| ---- | -------------------------------- | -------------------------------------- | ---------- | --------- | ------ | -------- | ---- |
| 1986 | 第一屆國民大會代表第三次增額選舉 | 屏東縣選舉區                           | 中國國民黨 |           |        |          |      |
| 1989 | 第十一屆屏東縣縣長選舉           | 屏東縣                                 | 中國國民黨 | 192,480   | 45.72% |          |      |
| 1992 | 第二屆立法委員選舉               | 屏東縣立法委員選舉區                   | 中國國民黨 | 71,559    | 17.94% |          |      |
| 1995 | 第三屆立法委員選舉               | 屏東縣立法委員選舉區                   | 中國國民黨 | 82,168    | 21.11% |          |      |
| 1997 | 第十三屆屏東縣縣長選舉           | 屏東縣                                 | 中國國民黨 | 170,154   | 41.45% |          |      |
| 1998 | 第四屆立法委員選舉               | 屏東縣立法委員選舉區                   | 中國國民黨 | 50,432    | 12.34% |          |      |
| 2001 | 第五屆立法委員選舉               | 屏東縣立法委員選舉區                   | 中國國民黨 | 41,037    | 10.01% |          |      |
| 2004 | 第六屆立法委員選舉               | 全國不分區選舉區                       | 中國國民黨 | 3,190,081 | 32.83% |          |      |
| 2008 | 第七屆立法委員選舉               | 全國不分區及僑居國外國民立法委員選舉區 | 中國國民黨 | 5,010,801 | 51.23% |          |      |

## 出席

### 第七屆立法委員任期出席紀錄
- 2008年2/1~3/26院會應出席15次，委員會應出席19次，總計34次，缺席19次[15]。

### 海峽論壇大會
- 2011年6月11日，在中國大陸福建省廈門市出席第三屆海峽論壇大會並發表講話。

## 外部連結
- 立法院副院長 曾永權簡介
- 立法院 曾永權委員部落格(無名)
- 立法院 曾永權委員部落格(UDN部落格) （页面存档备份，存于）
- 立法院 曾永權委員的Facebook專頁
- 立法院副院長 曾永權粉絲的Facebook專頁

| 中華民國政府職務 | 中華民國政府職務                                                 | 中華民國政府職務                   |
| ---------------- | ---------------------------------------------------------------- | ---------------------------------- |
| 立法院           |                                                                  |                                    |
| 前任： 鍾榮吉    | 立法院副院長 第七屆 2008年2月1日－2012年2月1日                   | 繼任： 洪秀柱                      |
| 總統府           |                                                                  |                                    |
| 前任： 伍錦霖    | 總統府秘書長（首次） 第三十任 2012年2月1日－2012年9月27日        | 繼任： 楊進添                      |
| 前任： 楊進添    | 總統府秘書長（再次） 第三十二任 2015年2月12日－2016年5月20日     | 繼任： 林碧炤                      |
| 政党职务         |                                                                  |                                    |
| 中國國民黨       |                                                                  |                                    |
| 前任： 林中森    | 中國國民黨秘書長（首次） 第二十一任 2012年9月27日－2014年12月3日 | 繼任： 洪秀柱（代理） 正任：李四川 |
| 前任： 莫天虎    | 中國國民黨秘書長（再次） 第二十四任 2017年7月12日－2020年1月15日 | 繼任： 曾銘宗（代理） 正任：李乾龍 |